# Ramat HaSharon (pallacanestro femminile)
Ramat HaSharon (o A.S. Ramat HaSharon, in ebraico א.ס. רמת השרון‎?) è una società israeliana di pallacanestro femminile, con sede a Ramat HaSharon.

## Storia
Fondata nel 1986 da Orna Ostfeld, nel 1991 è stata promossa nella massima serie del campionato israeliano. Nel 1998-1999 ha vinto il primo dei suoi sei campionati vinti e la prima di altrettante Coppe.
Ha partecipato a due edizioni di EuroLeague Women, otto di Coppa Ronchetti e sette di EuroCup Women.

## Palmarès
- Campionato israeliano: 6

1998-1999, 2000-2001, 2001-2002, 2002-2003, 2008-2009, 2009-2010
- Coppa di Israele: 6

1998-1999, 2001-2002, 2002-2003, 2004-2005, 2005-2006, 2009-2010